# Limnophora longipalpis
Limnophora longipalpis är en tvåvingeart som beskrevs av Shinonaga 2005. Limnophora longipalpis ingår i släktet Limnophora och familjen husflugor. Inga underarter finns listade i Catalogue of Life.